# Johannes Lelieveld

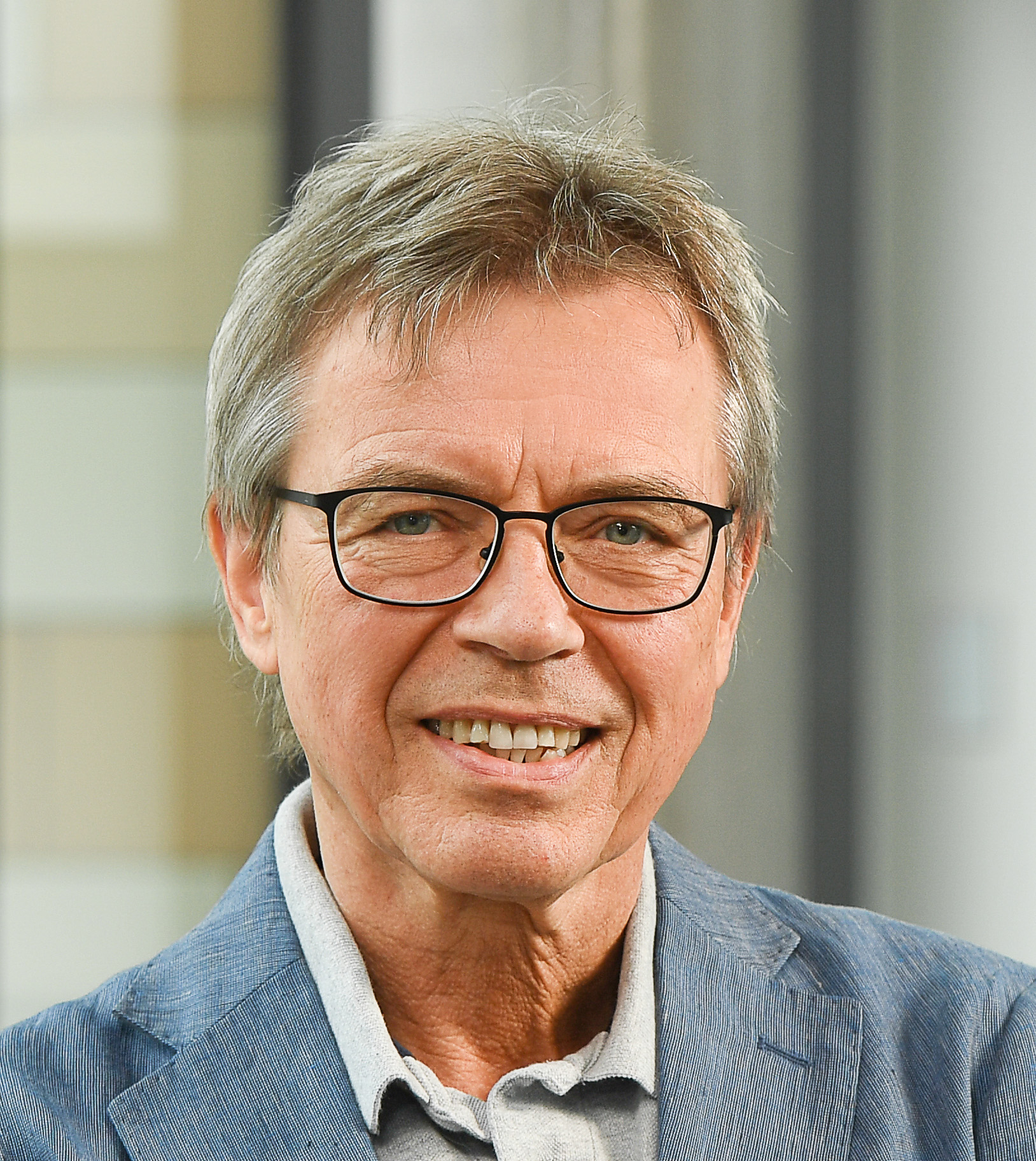
Jos Lelieveld

Johannes "Jos" Lelieveld (* 25. Juli 1955 in Den Haag) ist ein niederländischer Chemiker. Seit 2000 ist er Wissenschaftliches Mitglied der Max-Planck-Gesellschaft und Direktor der Abteilung Atmosphärenchemie am Max-Planck-Institut für Chemie (MPIC) in Mainz. Lelieveld ist außerdem Professor an der Johannes Gutenberg-Universität Mainz und dem Cyprus Institute in Nicosia.

## Biographie
Lelieveld studierte in den Niederlanden an der Fakultät für Mathematik und Naturwissenschaften der Universität Leiden.
Von 1984 bis 1987 arbeitete er im Umweltlabor Geosens B.V. Anschließend forschte er bis 1993 als wissenschaftlicher Mitarbeiter in der Abteilung für Atmosphärenchemie des Max-Planck-Instituts für Chemie (MPIC) in Mainz. Währenddessen schloss er 1990 seine Promotion an der Fakultät für Physik und Astronomie an der Universität in Utrecht ab. Der Titel seiner Doktorarbeit, die von Nobelpreisträger Paul J. Crutzen als Doktorvater begleitet wurde, lautete „The role of clouds in tropospheric chemistry“.
1991 verbrachte er einige Zeit am Meteorologischen Institut der Universität Stockholm sowie 1992 an der Scripps Institution of Oceanography der University of California, San Diego. 1993 kehrte er in die Niederlande zurück und nahm eine Professur für „Air Quality“ an der Universität Wageningen an. Von 1996 an arbeitete er vier Jahre lang als Professor für „Atmospheric Physics and Chemistry“ an der Universität Utrecht und übernahm von 1997 bis 1999 Aufgaben als Gründungsdirektor der internationalen Forschungsschule COACh (Cooperation on Oceanic, Atmospheric and Climate Change Studies). Schließlich kehrte er im Jahr 2000 als Direktor und Wissenschaftliches Mitglied an das Max-Planck-Institut für Chemie in Mainz zurück und leitet dort in der Nachfolge von Paul J. Crutzen die Abteilung Atmosphärenchemie.
Seit 2000 ist Jos Lelieveld Sprecher der Paul Crutzen Graduate School (PCGS) in Mainz und seit 2008 Professor in Teilzeit am Cyprus Institute, Nicosia. Zudem ist er (Ko-)Autor von mehr als 400 Veröffentlichungen, Mitherausgeber mehrerer wissenschaftlicher Zeitschriften sowie Mitglied internationaler Komitees. 2015 wurde er zum Mitglied der Leopoldina gewählt. 2016 erhielt er die Ehrendoktorwürde und Professur der Universität Kreta und wurde zum Mitglied der International Silk Road Academy of Sciences in China. 2018 wurde er zum Fellow der American Geophysical Union ernannt. Für 2019 wurde ihm die Vilhelm Bjerknes Medal der European Geosciences Union zugesprochen.

## Forschung
Schwerpunkte der Forschungsarbeiten von Lelievelds Abteilung sind Photooxidationsmechanismen, die zentral für die Selbstreinigung der Atmosphäre sind. Mithilfe von eigens entwickelten hochsensiblen Instrumenten werden Spurengase einschließlich reaktiver Radikale gemessen, die in geringen Mengen in der Umgebungsluft vorkommen, und photochemische Reaktionsketten bestimmt. Laseroptische, massenspektrometrische und gaschromatografische Methoden dienen der Bestimmung wesentlicher Abbauprodukte von Kohlenwasserstoffen. Die Untersuchungen umfassen Labor- und Feldexperimenten an Bord von Flugzeugen und Schiffen sowie Satellitenmessungen. Mittels Computer-Modellen werden die Wechselwirkung von chemischen und meteorologischen Prozessen simuliert, und der Einfluss von Änderungen in der Atmosphärenzusammensetzung auf das Klima und die Gesundheit des Planeten im Anthropozän untersucht.
Unter anderem untersuchte er anhand von Computersimulationen, welche Folgen aus den Nuklearkatastrophen von Fukushima und Tschernobyl zu ziehen sind. Seine Arbeitsgruppe kam dabei zu dem Schluss, dass die Wahrscheinlichkeit großer Unfälle sowie der Kontamination weiter Landstriche durch radioaktiven Niederschlag bisher unterschätzt wurde.
Sein h-Index beträgt 95 (Google Scholar, Stand Mai 2020).

## Publikationen (Auswahl)
- Johannes Lelieveld et al.: Effects of fossil fuel and total anthropogenic emission removal on public health and climate. In: Proceedings of the National Academy of Sciences. Band 116, 2019, S. 7192–7197, doi:10.1073/pnas.1819989116.
- Johannes Lelieveld et al.: Cardiovascular disease burden from ambient air pollution in Europe reassessed using novel hazard ratio functions. In: European Heart Journal. 2019, doi:10.1093/eurheartj/ehz135.
- Johannes Lelieveld et al.: The contribution of outdoor air pollution sources to premature mortality on a global scale. In: Nature. Band 525, 2015, S. 367–371, doi:10.1038/nature15371.
- Johannes Lelieveld et al.: Atmospheric oxidation capacity sustained by a tropical forest. In: Nature. Band 452, 2008, S. 737–740, doi:10.1038/nature06870.
- Johannes Lelieveld et al.: Global Air Pollution Crossroads over the Mediterranean. In: Science. Band 298, Nr. 5594, 2002, S. 794–799, doi:10.1126/science.1075457.
- Johannes Lelieveld et al.: The Indian Ocean experiment: widespread air pollution from South and Southeast Asia. In: Science. Band 291, Nr. 5506, 2001, S. 1031–1036, doi:10.1126/science.1057103.
- V. Ramanathan et al.: Indian Ocean Experiment: An integrated analysis of the climate forcing and effects of the great Indo‐Asian haze. In: Journal of Geophysical Research JGR Atmospheres. Band 106, D22, 2001, S. 28371–28398, doi:10.1029/2001JD900133.
- Johannes Lelieveld, Paul J. Crutzen: Influences of cloud photochemical processes on tropospheric ozone. Nature, Nr. 343, 1990, S. pages227–233, doi:10.1038/343227a0.

## Video
- Video-Abstrakt zu Lelievelds Forschung über Luftverschmutzung